# سالينا (مالطا)
سالينا (Salina) هي قرية في مالطا . حدود سالينا هي Baħar iċ-agħaq و Magħtab و ناكسار وخليج شارع باول . تشتهر سالينا في الغالب بأحواض الملح وسراديب موتى سالينا . كلمة سالينا salini تعني أحواض الملح باللغة المالطية.  

## مناطق سالينا
- تل اللطمية [3]
- خليج ساليني
- سان ميكيل